# Marius Stoll
Marius Stoll (* 9. Juli 1999) ist ein deutscher Basketballspieler.

## Laufbahn
Der Sohn von Thomas Stoll, dem langjährigen geschäftsführenden Gesellschafter der BBU ’01 GmbH (Betreibergesellschaft von Ratiopharm Ulm), spielte in der Nachwuchsakademie des Ulmer Bundesligisten und gab im Spieljahr 2016/17 seinen Einstand bei den Weißenhorn Youngstars, der Ulmer Nachwuchsfördermannschaft in der 2. Bundesliga ProB. In seinem Premierenjahr holte Stoll mit Weißenhorn den ProB-Meistertitel. Nach vollzogenem Aufstieg in die 2. Bundesliga ProA wurde die Mannschaft nach Ulm umgesiedelt und in OrangeAcademy umbenannt. Im Spieljahr 2017/18 verpasste Stoll mit der Mannschaft den Klassenverbleib in der 2. Bundesliga ProA. Im Mai 2019 bestritt er seinen ersten Bundesliga-Einsatz für Ratiopharm Ulm. Im Sommer 2019 wurde er in die deutsche U20-Nationalmannschaft berufen.
Er verließ Ulm in der Sommerpause 2022 und schloss sich dem Zweitligisten Bayer Giants Leverkusen an. Es war für Stoll der erste Wechsel außerhalb Ulms. Mit seinem neuen Verein stieg er in der Saison 2022/23 aus der ProA ab. Stoll kam dabei in allen 34 Begegnungen zum Einsatz und erzielte in zwei Partien zehn oder mehr Punkte. Im Durchschnitt markierte der Aufbauspieler 3,9 Zähler und verteilte 1,2 Assists in 16:31 Minuten pro Begegnung.
Im Juni 2023 verlängerte Stoll seinen Vertrag in Leverkusen. Er war neben Mannschaftskapitän Dennis Heinzmann und Lennart Litera der dritte Akteur, welcher den Leverkusenern nach dem Abstieg die Treue hielt. Stoll erzielte in den ersten drei Partien des Spieljahres 2023/24 durchschnittlich 18,3 Punkte. In der Folge sank dieser Wert, allerdings sorgte Stoll gelegentlich für Höhepunkte im weiteren Verlauf der Spielzeit. Im Heimspiel gegen die BSW Sixers (86:83) und die Berlin Braves (91:84) traf er sieben beziehungsweise fünf Würfe von der Dreierlinie. Seine Mittelwerte (9,7 Punkte und 2,4 Korbvorlagen pro Spiel) steigerte er in Deutschlands dritthöchster Spielklasse gegenüber der Vorsaison in der ProA deutlich.
Nach dem Ende der Saison 2023/24 verließ Stoll Leverkusen und nahm ein Angebot des Drittligakonkurrenten EN Baskets Schwelm an.